# Heinrich Groffmann
Wilhelm Gustav Heinrich Groffmann (* 19. Mai 1920 Behringen, Landkreis Soltau; † 16. Februar 2001 in Bispingen) war ein deutscher SS-Unterscharführer und Blockführer im KZ Majdanek.

## Leben
Groffmann besuchte bis zum Jahre 1934 die Volksschule und arbeitete in der Folgezeit im Baugewerbe. Im Frühjahr 1940 meldete er sich freiwillig zur Waffen-SS und wurde daraufhin am 15. Juni 1940 zu einer Ausbildungseinheit nach Radolfzell am Bodensee einberufen. Am 15. März 1940 beantragte er die Aufnahme in die NSDAP und wurde zum 1. September desselben Jahres aufgenommen (Mitgliedsnummer 8.037.647). Nach einer vierwöchigen Grundausbildung wurde er mit seiner Einheit zu einer SS-Totenkopfdivision in Frankreich verlegt, einige Wochen später jedoch wieder nach Radolfzell zurückkommandiert. Im Herbst 1940 wurde er zunächst einer neu aufgestellten Einheit in Warschau zugewiesen und von dort zum Kommandanturstab des KZ Flossenbürg versetzt, wo er als Blockführer eingesetzt wurde.
Im Herbst des Jahres 1941 wurde er zum KZ Majdanek kommandiert. In der Folgezeit fungierte er als Blockführer. Im Juni 1943 wurde er einige Wochen kommissarischer Feldführer und danach wiederum als Blockführer. Ab 20. Dezember 1943 war er als regulärer Feldführer tätig. Im Zuge der Räumung des Lagers vor den heranrückenden sowjetischen Truppen wurde der Angeklagte im Juli 1944 mit der Begleitung eines Häftlingstransports zum KZ Auschwitz beauftragt. Dort wurde er anschließend wiederum als Blockführer verwendet. Ende des Jahres 1944 wurde er zum KZ Mauthausen und im Frühjahr 1945 zum KZ Mittelbau-Dora versetzt. Kurz vor Kriegsende wurde er zu einer der bereits erwähnten sogenannten Kampfgruppen nach Norddeutschland kommandiert. Groffmann schlug sich unerkannt zu seinem Heimatort in der Lüneburger Heide durch und wurde dort am 19. Mai 1945 von den Behörden der britischen Besatzungsmacht in Internierungshaft genommen. Im April 1946 wurde er aus der Haft entlassen, kehrte nach Hause zurück und trat in die Dienste der dortigen Forstverwaltung. 1961 wurde er Schützenkönig im lokalen Behringer Schützenverein. Groffmann wurde am 30. Juni 1981 im Majdanek-Prozess vom Landgericht Düsseldorf freigesprochen.